# North Brewham
North Brewham är en by i civil parish Brewham, i enhetskommunen Somerset, i grevskapet Somerset, i England. Byn är belägen 8 km från Wincanton. North Brewham var en civil parish fram till 1933 när blev den en del av Brewham. Civil parish hade 153 invånare år 1931.